# Die grüne Wolke
Die grüne Wolke (orig. The Last Man Alive) ist ein 1938 erschienenes Kinderbuch des schottischen Schriftstellers und Pädagogen Alexander Sutherland Neill. 
Die deutsche Ausgabe wurde von Harry Rowohlt übersetzt und erschien 1971 mit Illustrationen von F. K. Waechter beim Rowohlt Verlag. Das Buch wurde im selben Jahr mit dem neu gegründeten Jugendbuchpreis Buxtehuder Bulle ausgezeichnet.

## Handlung
Der 99-fache Millionär Pyecraft besucht die Internatsschule Summerhill mit seinem Luftschiff. Er lädt den Lehrer A. S. Neill und die Kinder Betty, Bunny, Robert, Gordon, Evelyn, Jean, David und Michael zu einer Luftfahrt ein. Während des Fluges erscheint unter ihnen eine geheimnisvolle grüne Wolke, die bald wieder verschwindet. 
Pyecraft, Neill und die Kinder landen wieder auf der Erde und stellen fest, dass alle Menschen auf der Erde zu Stein erstarrt sind. Sie beschließen, als die letzten Menschen auf der Erde, eine neue, eigene Ordnung aufzubauen und mit dem Luftschiff um die Erde zu fliegen, um sich umzusehen. Doch bald gibt es Probleme, in Gestalt von verwilderten Hunden, ausgebrochenen Zootieren und blutrünstigen Gangstern, die auf einer Bergspitze in den Anden überlebt haben.
Nach und nach sterben alle Überlebenden, entweder durch Gewaltverbrechen oder durch zufällige Begebenheiten, bis am Schluss der Lehrer Neill als letzter Mensch auf der Erde übrig bleibt.

## Erzähltechnik
Die Handlung des Romans ist in eine Rahmenhandlung eingebaut, in der Neill seinen Schülern die Geschichte erzählt. Am Ende jedes Kapitels äußern die Schüler (die alle namentlich in der Geschichte vorkommen) Kritik am Erzählten. Neill setzt, ganz im Sinne der selbstregulativen Erziehung der demokratischen Schule Summerhill, Kritik, Wünsche und Anregungen der Kinder im Fortlauf der Erzählung teilweise um. 
Die für ein Kinderbuch, zumal der dreißiger Jahre, ungewöhnlichen und teils recht expliziten Gewaltdarstellungen z. B. rühren größtenteils vom durch die Schüler geäußerten Verlangen her, solche Schilderungen zu hören.

## Verfilmung
Das Buch wurde 2001 durch den deutschen Regisseur Claus Strigel verfilmt. Allerdings weicht der gleichnamige Film in großen Teilen von der Vorlage ab, so wurden z. B. Namen der Charaktere verändert und die Handlung in das Deutschland des 21. Jahrhunderts verlegt.